# Фомичёв, Евгений Васильевич
Евге́ний Васи́льевич Фомичёв (13 апреля 1964, Шатки, Горьковская область — 9 мая 2023, там же) — советский и российский шахматный композитор. Гроссмейстер ФИДЕ по шахматной композиции (2019), международный мастер по решению шахматных композиций (2014), международный арбитр по шахматной композиции (2010). Мастер спорта России (2018). Шахматный журналист, писатель. По образованию инженер-химик.

## Биография
Родился 13 апреля 1964 года в посёлке Шатки Горьковской области. В 1987 году окончил химико-технологический факультет Горьковского политехнического института. Работал инженером-электрохимиком, инженером-экологом, журналистом.
Научился играть в шахматы в 7 лет благодаря отцу. В дальнейшем занимался самостоятельно по книгам и журналам, был поклонником телепередачи «Шахматная школа». В 13 лет стал чемпионом Шатковского района по шахматам среди взрослых. Позже увлёкся заочной игрой, вскоре в соревнованиях по переписке выполнил норму первого разряда. 
Шахматной композицией заинтересовался, решая задачи и этюды в периодической печати. Участвовал в конкурсах решения шахматных задач и этюдов газеты «Горьковский рабочий», там же в 1979 году опубликовал свой первый опус — задачу на мат в 2 хода. Большое впечатление на него произвела трёхходовка М. Хавеля, с которой он познакомился в начале 1979 года и которая на всю жизнь привила любовь к шахматным композициям с правильными матами. С тех пор большую долю его задач составляют композиции чешской школы.
Первым успехом считал свою трёхходовку с правильными матами, участвовавшую в конкурсе журнала «Шахматы в СССР» 1979 года, впрочем, оставшуюся без отличия. Всего опубликовал более 4000 задач и этюдов разных жанров. Рейтинг в Альбомах ФИДЕ на 24 августа 2023 года — 115,33 балла.
Автор книг и нескольких сотен статей по истории и теории шахматной композиции. С 1985 года ведущий и редактор ряда шахматных рубрик в газетах и журналах. Председатель нижегородской областной комиссии по шахматной композиции.
Достижения в области составления
- Победитель 10-го личного чемпионата РСФСР по составлению шахматных композиций (1991) в разделе многоходовок, бронзовый призёр этого соревнования в разделе трёхходовок[13].
- Чемпион России по составлению шахматных композиций (1999) в составе команды Свердловской области.
- Победитель и неоднократный призёр Кубка мира ФИДЕ по шахматной композиции:
  - 3rd FIDE World Cup in composing, 2013 — 1-й приз в разделе трёхходовок[14]
  - 7th FIDE World Cup in composing, 2019 — 1-й приз в разделе трёхходовок[15]
  - 9th FIDE World Cup in composing, 2021 — 1-е призы в разделах трёхходовок[16] и многоходовок[17]
- В 2010 году присвоено звание Международного арбитра по шахматной композиции по разделу трёхходовок[4].

Достижения в соревнованиях по решению
- Победитель (2011, 2018) и неоднократный призёр чемпионатов России по решению шахматных композиций[8].
- Серебряный призёр чемпионата мира 2010 года (34th WCSC) в составе команды России[18].

## Избранные задачи
|   | a | b | c | d | e | f | g | h |   |
| - | --- | --- | --- | --- | --- | --- | --- | --- | - |
| 8 | d8 белый слон · e7 белый конь · h7 белый ферзь · c6 чёрная пешка · e6 чёрный король · f6 чёрная пешка · c5 чёрная пешка · b4 белая пешка · e4 чёрная пешка · g4 чёрная пешка · c3 белая пешка · c2 белый король | d8 белый слон · e7 белый конь · h7 белый ферзь · c6 чёрная пешка · e6 чёрный король · f6 чёрная пешка · c5 чёрная пешка · b4 белая пешка · e4 чёрная пешка · g4 чёрная пешка · c3 белая пешка · c2 белый король | d8 белый слон · e7 белый конь · h7 белый ферзь · c6 чёрная пешка · e6 чёрный король · f6 чёрная пешка · c5 чёрная пешка · b4 белая пешка · e4 чёрная пешка · g4 чёрная пешка · c3 белая пешка · c2 белый король | d8 белый слон · e7 белый конь · h7 белый ферзь · c6 чёрная пешка · e6 чёрный король · f6 чёрная пешка · c5 чёрная пешка · b4 белая пешка · e4 чёрная пешка · g4 чёрная пешка · c3 белая пешка · c2 белый король | d8 белый слон · e7 белый конь · h7 белый ферзь · c6 чёрная пешка · e6 чёрный король · f6 чёрная пешка · c5 чёрная пешка · b4 белая пешка · e4 чёрная пешка · g4 чёрная пешка · c3 белая пешка · c2 белый король | d8 белый слон · e7 белый конь · h7 белый ферзь · c6 чёрная пешка · e6 чёрный король · f6 чёрная пешка · c5 чёрная пешка · b4 белая пешка · e4 чёрная пешка · g4 чёрная пешка · c3 белая пешка · c2 белый король | d8 белый слон · e7 белый конь · h7 белый ферзь · c6 чёрная пешка · e6 чёрный король · f6 чёрная пешка · c5 чёрная пешка · b4 белая пешка · e4 чёрная пешка · g4 чёрная пешка · c3 белая пешка · c2 белый король | d8 белый слон · e7 белый конь · h7 белый ферзь · c6 чёрная пешка · e6 чёрный король · f6 чёрная пешка · c5 чёрная пешка · b4 белая пешка · e4 чёрная пешка · g4 чёрная пешка · c3 белая пешка · c2 белый король | 8 |
| 7 | d8 белый слон · e7 белый конь · h7 белый ферзь · c6 чёрная пешка · e6 чёрный король · f6 чёрная пешка · c5 чёрная пешка · b4 белая пешка · e4 чёрная пешка · g4 чёрная пешка · c3 белая пешка · c2 белый король | d8 белый слон · e7 белый конь · h7 белый ферзь · c6 чёрная пешка · e6 чёрный король · f6 чёрная пешка · c5 чёрная пешка · b4 белая пешка · e4 чёрная пешка · g4 чёрная пешка · c3 белая пешка · c2 белый король | d8 белый слон · e7 белый конь · h7 белый ферзь · c6 чёрная пешка · e6 чёрный король · f6 чёрная пешка · c5 чёрная пешка · b4 белая пешка · e4 чёрная пешка · g4 чёрная пешка · c3 белая пешка · c2 белый король | d8 белый слон · e7 белый конь · h7 белый ферзь · c6 чёрная пешка · e6 чёрный король · f6 чёрная пешка · c5 чёрная пешка · b4 белая пешка · e4 чёрная пешка · g4 чёрная пешка · c3 белая пешка · c2 белый король | d8 белый слон · e7 белый конь · h7 белый ферзь · c6 чёрная пешка · e6 чёрный король · f6 чёрная пешка · c5 чёрная пешка · b4 белая пешка · e4 чёрная пешка · g4 чёрная пешка · c3 белая пешка · c2 белый король | d8 белый слон · e7 белый конь · h7 белый ферзь · c6 чёрная пешка · e6 чёрный король · f6 чёрная пешка · c5 чёрная пешка · b4 белая пешка · e4 чёрная пешка · g4 чёрная пешка · c3 белая пешка · c2 белый король | d8 белый слон · e7 белый конь · h7 белый ферзь · c6 чёрная пешка · e6 чёрный король · f6 чёрная пешка · c5 чёрная пешка · b4 белая пешка · e4 чёрная пешка · g4 чёрная пешка · c3 белая пешка · c2 белый король | d8 белый слон · e7 белый конь · h7 белый ферзь · c6 чёрная пешка · e6 чёрный король · f6 чёрная пешка · c5 чёрная пешка · b4 белая пешка · e4 чёрная пешка · g4 чёрная пешка · c3 белая пешка · c2 белый король | 7 |
| 6 | d8 белый слон · e7 белый конь · h7 белый ферзь · c6 чёрная пешка · e6 чёрный король · f6 чёрная пешка · c5 чёрная пешка · b4 белая пешка · e4 чёрная пешка · g4 чёрная пешка · c3 белая пешка · c2 белый король | d8 белый слон · e7 белый конь · h7 белый ферзь · c6 чёрная пешка · e6 чёрный король · f6 чёрная пешка · c5 чёрная пешка · b4 белая пешка · e4 чёрная пешка · g4 чёрная пешка · c3 белая пешка · c2 белый король | d8 белый слон · e7 белый конь · h7 белый ферзь · c6 чёрная пешка · e6 чёрный король · f6 чёрная пешка · c5 чёрная пешка · b4 белая пешка · e4 чёрная пешка · g4 чёрная пешка · c3 белая пешка · c2 белый король | d8 белый слон · e7 белый конь · h7 белый ферзь · c6 чёрная пешка · e6 чёрный король · f6 чёрная пешка · c5 чёрная пешка · b4 белая пешка · e4 чёрная пешка · g4 чёрная пешка · c3 белая пешка · c2 белый король | d8 белый слон · e7 белый конь · h7 белый ферзь · c6 чёрная пешка · e6 чёрный король · f6 чёрная пешка · c5 чёрная пешка · b4 белая пешка · e4 чёрная пешка · g4 чёрная пешка · c3 белая пешка · c2 белый король | d8 белый слон · e7 белый конь · h7 белый ферзь · c6 чёрная пешка · e6 чёрный король · f6 чёрная пешка · c5 чёрная пешка · b4 белая пешка · e4 чёрная пешка · g4 чёрная пешка · c3 белая пешка · c2 белый король | d8 белый слон · e7 белый конь · h7 белый ферзь · c6 чёрная пешка · e6 чёрный король · f6 чёрная пешка · c5 чёрная пешка · b4 белая пешка · e4 чёрная пешка · g4 чёрная пешка · c3 белая пешка · c2 белый король | d8 белый слон · e7 белый конь · h7 белый ферзь · c6 чёрная пешка · e6 чёрный король · f6 чёрная пешка · c5 чёрная пешка · b4 белая пешка · e4 чёрная пешка · g4 чёрная пешка · c3 белая пешка · c2 белый король | 6 |
| 5 | d8 белый слон · e7 белый конь · h7 белый ферзь · c6 чёрная пешка · e6 чёрный король · f6 чёрная пешка · c5 чёрная пешка · b4 белая пешка · e4 чёрная пешка · g4 чёрная пешка · c3 белая пешка · c2 белый король | d8 белый слон · e7 белый конь · h7 белый ферзь · c6 чёрная пешка · e6 чёрный король · f6 чёрная пешка · c5 чёрная пешка · b4 белая пешка · e4 чёрная пешка · g4 чёрная пешка · c3 белая пешка · c2 белый король | d8 белый слон · e7 белый конь · h7 белый ферзь · c6 чёрная пешка · e6 чёрный король · f6 чёрная пешка · c5 чёрная пешка · b4 белая пешка · e4 чёрная пешка · g4 чёрная пешка · c3 белая пешка · c2 белый король | d8 белый слон · e7 белый конь · h7 белый ферзь · c6 чёрная пешка · e6 чёрный король · f6 чёрная пешка · c5 чёрная пешка · b4 белая пешка · e4 чёрная пешка · g4 чёрная пешка · c3 белая пешка · c2 белый король | d8 белый слон · e7 белый конь · h7 белый ферзь · c6 чёрная пешка · e6 чёрный король · f6 чёрная пешка · c5 чёрная пешка · b4 белая пешка · e4 чёрная пешка · g4 чёрная пешка · c3 белая пешка · c2 белый король | d8 белый слон · e7 белый конь · h7 белый ферзь · c6 чёрная пешка · e6 чёрный король · f6 чёрная пешка · c5 чёрная пешка · b4 белая пешка · e4 чёрная пешка · g4 чёрная пешка · c3 белая пешка · c2 белый король | d8 белый слон · e7 белый конь · h7 белый ферзь · c6 чёрная пешка · e6 чёрный король · f6 чёрная пешка · c5 чёрная пешка · b4 белая пешка · e4 чёрная пешка · g4 чёрная пешка · c3 белая пешка · c2 белый король | d8 белый слон · e7 белый конь · h7 белый ферзь · c6 чёрная пешка · e6 чёрный король · f6 чёрная пешка · c5 чёрная пешка · b4 белая пешка · e4 чёрная пешка · g4 чёрная пешка · c3 белая пешка · c2 белый король | 5 |
| 4 | d8 белый слон · e7 белый конь · h7 белый ферзь · c6 чёрная пешка · e6 чёрный король · f6 чёрная пешка · c5 чёрная пешка · b4 белая пешка · e4 чёрная пешка · g4 чёрная пешка · c3 белая пешка · c2 белый король | d8 белый слон · e7 белый конь · h7 белый ферзь · c6 чёрная пешка · e6 чёрный король · f6 чёрная пешка · c5 чёрная пешка · b4 белая пешка · e4 чёрная пешка · g4 чёрная пешка · c3 белая пешка · c2 белый король | d8 белый слон · e7 белый конь · h7 белый ферзь · c6 чёрная пешка · e6 чёрный король · f6 чёрная пешка · c5 чёрная пешка · b4 белая пешка · e4 чёрная пешка · g4 чёрная пешка · c3 белая пешка · c2 белый король | d8 белый слон · e7 белый конь · h7 белый ферзь · c6 чёрная пешка · e6 чёрный король · f6 чёрная пешка · c5 чёрная пешка · b4 белая пешка · e4 чёрная пешка · g4 чёрная пешка · c3 белая пешка · c2 белый король | d8 белый слон · e7 белый конь · h7 белый ферзь · c6 чёрная пешка · e6 чёрный король · f6 чёрная пешка · c5 чёрная пешка · b4 белая пешка · e4 чёрная пешка · g4 чёрная пешка · c3 белая пешка · c2 белый король | d8 белый слон · e7 белый конь · h7 белый ферзь · c6 чёрная пешка · e6 чёрный король · f6 чёрная пешка · c5 чёрная пешка · b4 белая пешка · e4 чёрная пешка · g4 чёрная пешка · c3 белая пешка · c2 белый король | d8 белый слон · e7 белый конь · h7 белый ферзь · c6 чёрная пешка · e6 чёрный король · f6 чёрная пешка · c5 чёрная пешка · b4 белая пешка · e4 чёрная пешка · g4 чёрная пешка · c3 белая пешка · c2 белый король | d8 белый слон · e7 белый конь · h7 белый ферзь · c6 чёрная пешка · e6 чёрный король · f6 чёрная пешка · c5 чёрная пешка · b4 белая пешка · e4 чёрная пешка · g4 чёрная пешка · c3 белая пешка · c2 белый король | 4 |
| 3 | d8 белый слон · e7 белый конь · h7 белый ферзь · c6 чёрная пешка · e6 чёрный король · f6 чёрная пешка · c5 чёрная пешка · b4 белая пешка · e4 чёрная пешка · g4 чёрная пешка · c3 белая пешка · c2 белый король | d8 белый слон · e7 белый конь · h7 белый ферзь · c6 чёрная пешка · e6 чёрный король · f6 чёрная пешка · c5 чёрная пешка · b4 белая пешка · e4 чёрная пешка · g4 чёрная пешка · c3 белая пешка · c2 белый король | d8 белый слон · e7 белый конь · h7 белый ферзь · c6 чёрная пешка · e6 чёрный король · f6 чёрная пешка · c5 чёрная пешка · b4 белая пешка · e4 чёрная пешка · g4 чёрная пешка · c3 белая пешка · c2 белый король | d8 белый слон · e7 белый конь · h7 белый ферзь · c6 чёрная пешка · e6 чёрный король · f6 чёрная пешка · c5 чёрная пешка · b4 белая пешка · e4 чёрная пешка · g4 чёрная пешка · c3 белая пешка · c2 белый король | d8 белый слон · e7 белый конь · h7 белый ферзь · c6 чёрная пешка · e6 чёрный король · f6 чёрная пешка · c5 чёрная пешка · b4 белая пешка · e4 чёрная пешка · g4 чёрная пешка · c3 белая пешка · c2 белый король | d8 белый слон · e7 белый конь · h7 белый ферзь · c6 чёрная пешка · e6 чёрный король · f6 чёрная пешка · c5 чёрная пешка · b4 белая пешка · e4 чёрная пешка · g4 чёрная пешка · c3 белая пешка · c2 белый король | d8 белый слон · e7 белый конь · h7 белый ферзь · c6 чёрная пешка · e6 чёрный король · f6 чёрная пешка · c5 чёрная пешка · b4 белая пешка · e4 чёрная пешка · g4 чёрная пешка · c3 белая пешка · c2 белый король | d8 белый слон · e7 белый конь · h7 белый ферзь · c6 чёрная пешка · e6 чёрный король · f6 чёрная пешка · c5 чёрная пешка · b4 белая пешка · e4 чёрная пешка · g4 чёрная пешка · c3 белая пешка · c2 белый король | 3 |
| 2 | d8 белый слон · e7 белый конь · h7 белый ферзь · c6 чёрная пешка · e6 чёрный король · f6 чёрная пешка · c5 чёрная пешка · b4 белая пешка · e4 чёрная пешка · g4 чёрная пешка · c3 белая пешка · c2 белый король | d8 белый слон · e7 белый конь · h7 белый ферзь · c6 чёрная пешка · e6 чёрный король · f6 чёрная пешка · c5 чёрная пешка · b4 белая пешка · e4 чёрная пешка · g4 чёрная пешка · c3 белая пешка · c2 белый король | d8 белый слон · e7 белый конь · h7 белый ферзь · c6 чёрная пешка · e6 чёрный король · f6 чёрная пешка · c5 чёрная пешка · b4 белая пешка · e4 чёрная пешка · g4 чёрная пешка · c3 белая пешка · c2 белый король | d8 белый слон · e7 белый конь · h7 белый ферзь · c6 чёрная пешка · e6 чёрный король · f6 чёрная пешка · c5 чёрная пешка · b4 белая пешка · e4 чёрная пешка · g4 чёрная пешка · c3 белая пешка · c2 белый король | d8 белый слон · e7 белый конь · h7 белый ферзь · c6 чёрная пешка · e6 чёрный король · f6 чёрная пешка · c5 чёрная пешка · b4 белая пешка · e4 чёрная пешка · g4 чёрная пешка · c3 белая пешка · c2 белый король | d8 белый слон · e7 белый конь · h7 белый ферзь · c6 чёрная пешка · e6 чёрный король · f6 чёрная пешка · c5 чёрная пешка · b4 белая пешка · e4 чёрная пешка · g4 чёрная пешка · c3 белая пешка · c2 белый король | d8 белый слон · e7 белый конь · h7 белый ферзь · c6 чёрная пешка · e6 чёрный король · f6 чёрная пешка · c5 чёрная пешка · b4 белая пешка · e4 чёрная пешка · g4 чёрная пешка · c3 белая пешка · c2 белый король | d8 белый слон · e7 белый конь · h7 белый ферзь · c6 чёрная пешка · e6 чёрный король · f6 чёрная пешка · c5 чёрная пешка · b4 белая пешка · e4 чёрная пешка · g4 чёрная пешка · c3 белая пешка · c2 белый король | 2 |
| 1 | d8 белый слон · e7 белый конь · h7 белый ферзь · c6 чёрная пешка · e6 чёрный король · f6 чёрная пешка · c5 чёрная пешка · b4 белая пешка · e4 чёрная пешка · g4 чёрная пешка · c3 белая пешка · c2 белый король | d8 белый слон · e7 белый конь · h7 белый ферзь · c6 чёрная пешка · e6 чёрный король · f6 чёрная пешка · c5 чёрная пешка · b4 белая пешка · e4 чёрная пешка · g4 чёрная пешка · c3 белая пешка · c2 белый король | d8 белый слон · e7 белый конь · h7 белый ферзь · c6 чёрная пешка · e6 чёрный король · f6 чёрная пешка · c5 чёрная пешка · b4 белая пешка · e4 чёрная пешка · g4 чёрная пешка · c3 белая пешка · c2 белый король | d8 белый слон · e7 белый конь · h7 белый ферзь · c6 чёрная пешка · e6 чёрный король · f6 чёрная пешка · c5 чёрная пешка · b4 белая пешка · e4 чёрная пешка · g4 чёрная пешка · c3 белая пешка · c2 белый король | d8 белый слон · e7 белый конь · h7 белый ферзь · c6 чёрная пешка · e6 чёрный король · f6 чёрная пешка · c5 чёрная пешка · b4 белая пешка · e4 чёрная пешка · g4 чёрная пешка · c3 белая пешка · c2 белый король | d8 белый слон · e7 белый конь · h7 белый ферзь · c6 чёрная пешка · e6 чёрный король · f6 чёрная пешка · c5 чёрная пешка · b4 белая пешка · e4 чёрная пешка · g4 чёрная пешка · c3 белая пешка · c2 белый король | d8 белый слон · e7 белый конь · h7 белый ферзь · c6 чёрная пешка · e6 чёрный король · f6 чёрная пешка · c5 чёрная пешка · b4 белая пешка · e4 чёрная пешка · g4 чёрная пешка · c3 белая пешка · c2 белый король | d8 белый слон · e7 белый конь · h7 белый ферзь · c6 чёрная пешка · e6 чёрный король · f6 чёрная пешка · c5 чёрная пешка · b4 белая пешка · e4 чёрная пешка · g4 чёрная пешка · c3 белая пешка · c2 белый король | 1 |
|   | a | b | c | d | e | f | g | h |   |

Задача, которую автор считал своим первым успехом и одним из лучших своих произведений.
Решение:

1.Kd5!
1...f5 2.Kf4+ (угроза) Kpe5 3.Фc7# — правильный мат
1...e3 2.Kf4+ (угроза) Kpe5 3.Cc7# — правильный мат
1...Kpe5 2.Cc7+ Kpe6 3.Kf4# — правильный мат (2...Kp:d5 3.Фg8/Фf7#)
1...Kp:d5 2.Фf5+ Kpd6 3.b:c5# — правильный мат (2...Kpc4 3.Ф:c5#)
1...c:d5 2.Фe7+ Kpf5 3.Ф:f6# — правильный мат
|   | a | b | c | d | e | f | g | h |   |
| - | --- | --- | --- | --- | --- | --- | --- | --- | - |
| 8 | b8 белый конь · d7 чёрная пешка · e7 чёрная пешка · e6 белая пешка · b5 белая пешка · c5 белая пешка · e5 белая пешка · f5 чёрная пешка · g5 белый король · c4 белая пешка · d4 чёрная пешка · e4 чёрный король · f4 чёрная ладья · g4 чёрная пешка · a3 белая ладья · d3 белый конь · e3 чёрный слон · f3 чёрная ладья · g3 чёрная пешка · e2 белая ладья · g2 белый слон · h1 белый ферзь | b8 белый конь · d7 чёрная пешка · e7 чёрная пешка · e6 белая пешка · b5 белая пешка · c5 белая пешка · e5 белая пешка · f5 чёрная пешка · g5 белый король · c4 белая пешка · d4 чёрная пешка · e4 чёрный король · f4 чёрная ладья · g4 чёрная пешка · a3 белая ладья · d3 белый конь · e3 чёрный слон · f3 чёрная ладья · g3 чёрная пешка · e2 белая ладья · g2 белый слон · h1 белый ферзь | b8 белый конь · d7 чёрная пешка · e7 чёрная пешка · e6 белая пешка · b5 белая пешка · c5 белая пешка · e5 белая пешка · f5 чёрная пешка · g5 белый король · c4 белая пешка · d4 чёрная пешка · e4 чёрный король · f4 чёрная ладья · g4 чёрная пешка · a3 белая ладья · d3 белый конь · e3 чёрный слон · f3 чёрная ладья · g3 чёрная пешка · e2 белая ладья · g2 белый слон · h1 белый ферзь | b8 белый конь · d7 чёрная пешка · e7 чёрная пешка · e6 белая пешка · b5 белая пешка · c5 белая пешка · e5 белая пешка · f5 чёрная пешка · g5 белый король · c4 белая пешка · d4 чёрная пешка · e4 чёрный король · f4 чёрная ладья · g4 чёрная пешка · a3 белая ладья · d3 белый конь · e3 чёрный слон · f3 чёрная ладья · g3 чёрная пешка · e2 белая ладья · g2 белый слон · h1 белый ферзь | b8 белый конь · d7 чёрная пешка · e7 чёрная пешка · e6 белая пешка · b5 белая пешка · c5 белая пешка · e5 белая пешка · f5 чёрная пешка · g5 белый король · c4 белая пешка · d4 чёрная пешка · e4 чёрный король · f4 чёрная ладья · g4 чёрная пешка · a3 белая ладья · d3 белый конь · e3 чёрный слон · f3 чёрная ладья · g3 чёрная пешка · e2 белая ладья · g2 белый слон · h1 белый ферзь | b8 белый конь · d7 чёрная пешка · e7 чёрная пешка · e6 белая пешка · b5 белая пешка · c5 белая пешка · e5 белая пешка · f5 чёрная пешка · g5 белый король · c4 белая пешка · d4 чёрная пешка · e4 чёрный король · f4 чёрная ладья · g4 чёрная пешка · a3 белая ладья · d3 белый конь · e3 чёрный слон · f3 чёрная ладья · g3 чёрная пешка · e2 белая ладья · g2 белый слон · h1 белый ферзь | b8 белый конь · d7 чёрная пешка · e7 чёрная пешка · e6 белая пешка · b5 белая пешка · c5 белая пешка · e5 белая пешка · f5 чёрная пешка · g5 белый король · c4 белая пешка · d4 чёрная пешка · e4 чёрный король · f4 чёрная ладья · g4 чёрная пешка · a3 белая ладья · d3 белый конь · e3 чёрный слон · f3 чёрная ладья · g3 чёрная пешка · e2 белая ладья · g2 белый слон · h1 белый ферзь | b8 белый конь · d7 чёрная пешка · e7 чёрная пешка · e6 белая пешка · b5 белая пешка · c5 белая пешка · e5 белая пешка · f5 чёрная пешка · g5 белый король · c4 белая пешка · d4 чёрная пешка · e4 чёрный король · f4 чёрная ладья · g4 чёрная пешка · a3 белая ладья · d3 белый конь · e3 чёрный слон · f3 чёрная ладья · g3 чёрная пешка · e2 белая ладья · g2 белый слон · h1 белый ферзь | 8 |
| 7 | b8 белый конь · d7 чёрная пешка · e7 чёрная пешка · e6 белая пешка · b5 белая пешка · c5 белая пешка · e5 белая пешка · f5 чёрная пешка · g5 белый король · c4 белая пешка · d4 чёрная пешка · e4 чёрный король · f4 чёрная ладья · g4 чёрная пешка · a3 белая ладья · d3 белый конь · e3 чёрный слон · f3 чёрная ладья · g3 чёрная пешка · e2 белая ладья · g2 белый слон · h1 белый ферзь | b8 белый конь · d7 чёрная пешка · e7 чёрная пешка · e6 белая пешка · b5 белая пешка · c5 белая пешка · e5 белая пешка · f5 чёрная пешка · g5 белый король · c4 белая пешка · d4 чёрная пешка · e4 чёрный король · f4 чёрная ладья · g4 чёрная пешка · a3 белая ладья · d3 белый конь · e3 чёрный слон · f3 чёрная ладья · g3 чёрная пешка · e2 белая ладья · g2 белый слон · h1 белый ферзь | b8 белый конь · d7 чёрная пешка · e7 чёрная пешка · e6 белая пешка · b5 белая пешка · c5 белая пешка · e5 белая пешка · f5 чёрная пешка · g5 белый король · c4 белая пешка · d4 чёрная пешка · e4 чёрный король · f4 чёрная ладья · g4 чёрная пешка · a3 белая ладья · d3 белый конь · e3 чёрный слон · f3 чёрная ладья · g3 чёрная пешка · e2 белая ладья · g2 белый слон · h1 белый ферзь | b8 белый конь · d7 чёрная пешка · e7 чёрная пешка · e6 белая пешка · b5 белая пешка · c5 белая пешка · e5 белая пешка · f5 чёрная пешка · g5 белый король · c4 белая пешка · d4 чёрная пешка · e4 чёрный король · f4 чёрная ладья · g4 чёрная пешка · a3 белая ладья · d3 белый конь · e3 чёрный слон · f3 чёрная ладья · g3 чёрная пешка · e2 белая ладья · g2 белый слон · h1 белый ферзь | b8 белый конь · d7 чёрная пешка · e7 чёрная пешка · e6 белая пешка · b5 белая пешка · c5 белая пешка · e5 белая пешка · f5 чёрная пешка · g5 белый король · c4 белая пешка · d4 чёрная пешка · e4 чёрный король · f4 чёрная ладья · g4 чёрная пешка · a3 белая ладья · d3 белый конь · e3 чёрный слон · f3 чёрная ладья · g3 чёрная пешка · e2 белая ладья · g2 белый слон · h1 белый ферзь | b8 белый конь · d7 чёрная пешка · e7 чёрная пешка · e6 белая пешка · b5 белая пешка · c5 белая пешка · e5 белая пешка · f5 чёрная пешка · g5 белый король · c4 белая пешка · d4 чёрная пешка · e4 чёрный король · f4 чёрная ладья · g4 чёрная пешка · a3 белая ладья · d3 белый конь · e3 чёрный слон · f3 чёрная ладья · g3 чёрная пешка · e2 белая ладья · g2 белый слон · h1 белый ферзь | b8 белый конь · d7 чёрная пешка · e7 чёрная пешка · e6 белая пешка · b5 белая пешка · c5 белая пешка · e5 белая пешка · f5 чёрная пешка · g5 белый король · c4 белая пешка · d4 чёрная пешка · e4 чёрный король · f4 чёрная ладья · g4 чёрная пешка · a3 белая ладья · d3 белый конь · e3 чёрный слон · f3 чёрная ладья · g3 чёрная пешка · e2 белая ладья · g2 белый слон · h1 белый ферзь | b8 белый конь · d7 чёрная пешка · e7 чёрная пешка · e6 белая пешка · b5 белая пешка · c5 белая пешка · e5 белая пешка · f5 чёрная пешка · g5 белый король · c4 белая пешка · d4 чёрная пешка · e4 чёрный король · f4 чёрная ладья · g4 чёрная пешка · a3 белая ладья · d3 белый конь · e3 чёрный слон · f3 чёрная ладья · g3 чёрная пешка · e2 белая ладья · g2 белый слон · h1 белый ферзь | 7 |
| 6 | b8 белый конь · d7 чёрная пешка · e7 чёрная пешка · e6 белая пешка · b5 белая пешка · c5 белая пешка · e5 белая пешка · f5 чёрная пешка · g5 белый король · c4 белая пешка · d4 чёрная пешка · e4 чёрный король · f4 чёрная ладья · g4 чёрная пешка · a3 белая ладья · d3 белый конь · e3 чёрный слон · f3 чёрная ладья · g3 чёрная пешка · e2 белая ладья · g2 белый слон · h1 белый ферзь | b8 белый конь · d7 чёрная пешка · e7 чёрная пешка · e6 белая пешка · b5 белая пешка · c5 белая пешка · e5 белая пешка · f5 чёрная пешка · g5 белый король · c4 белая пешка · d4 чёрная пешка · e4 чёрный король · f4 чёрная ладья · g4 чёрная пешка · a3 белая ладья · d3 белый конь · e3 чёрный слон · f3 чёрная ладья · g3 чёрная пешка · e2 белая ладья · g2 белый слон · h1 белый ферзь | b8 белый конь · d7 чёрная пешка · e7 чёрная пешка · e6 белая пешка · b5 белая пешка · c5 белая пешка · e5 белая пешка · f5 чёрная пешка · g5 белый король · c4 белая пешка · d4 чёрная пешка · e4 чёрный король · f4 чёрная ладья · g4 чёрная пешка · a3 белая ладья · d3 белый конь · e3 чёрный слон · f3 чёрная ладья · g3 чёрная пешка · e2 белая ладья · g2 белый слон · h1 белый ферзь | b8 белый конь · d7 чёрная пешка · e7 чёрная пешка · e6 белая пешка · b5 белая пешка · c5 белая пешка · e5 белая пешка · f5 чёрная пешка · g5 белый король · c4 белая пешка · d4 чёрная пешка · e4 чёрный король · f4 чёрная ладья · g4 чёрная пешка · a3 белая ладья · d3 белый конь · e3 чёрный слон · f3 чёрная ладья · g3 чёрная пешка · e2 белая ладья · g2 белый слон · h1 белый ферзь | b8 белый конь · d7 чёрная пешка · e7 чёрная пешка · e6 белая пешка · b5 белая пешка · c5 белая пешка · e5 белая пешка · f5 чёрная пешка · g5 белый король · c4 белая пешка · d4 чёрная пешка · e4 чёрный король · f4 чёрная ладья · g4 чёрная пешка · a3 белая ладья · d3 белый конь · e3 чёрный слон · f3 чёрная ладья · g3 чёрная пешка · e2 белая ладья · g2 белый слон · h1 белый ферзь | b8 белый конь · d7 чёрная пешка · e7 чёрная пешка · e6 белая пешка · b5 белая пешка · c5 белая пешка · e5 белая пешка · f5 чёрная пешка · g5 белый король · c4 белая пешка · d4 чёрная пешка · e4 чёрный король · f4 чёрная ладья · g4 чёрная пешка · a3 белая ладья · d3 белый конь · e3 чёрный слон · f3 чёрная ладья · g3 чёрная пешка · e2 белая ладья · g2 белый слон · h1 белый ферзь | b8 белый конь · d7 чёрная пешка · e7 чёрная пешка · e6 белая пешка · b5 белая пешка · c5 белая пешка · e5 белая пешка · f5 чёрная пешка · g5 белый король · c4 белая пешка · d4 чёрная пешка · e4 чёрный король · f4 чёрная ладья · g4 чёрная пешка · a3 белая ладья · d3 белый конь · e3 чёрный слон · f3 чёрная ладья · g3 чёрная пешка · e2 белая ладья · g2 белый слон · h1 белый ферзь | b8 белый конь · d7 чёрная пешка · e7 чёрная пешка · e6 белая пешка · b5 белая пешка · c5 белая пешка · e5 белая пешка · f5 чёрная пешка · g5 белый король · c4 белая пешка · d4 чёрная пешка · e4 чёрный король · f4 чёрная ладья · g4 чёрная пешка · a3 белая ладья · d3 белый конь · e3 чёрный слон · f3 чёрная ладья · g3 чёрная пешка · e2 белая ладья · g2 белый слон · h1 белый ферзь | 6 |
| 5 | b8 белый конь · d7 чёрная пешка · e7 чёрная пешка · e6 белая пешка · b5 белая пешка · c5 белая пешка · e5 белая пешка · f5 чёрная пешка · g5 белый король · c4 белая пешка · d4 чёрная пешка · e4 чёрный король · f4 чёрная ладья · g4 чёрная пешка · a3 белая ладья · d3 белый конь · e3 чёрный слон · f3 чёрная ладья · g3 чёрная пешка · e2 белая ладья · g2 белый слон · h1 белый ферзь | b8 белый конь · d7 чёрная пешка · e7 чёрная пешка · e6 белая пешка · b5 белая пешка · c5 белая пешка · e5 белая пешка · f5 чёрная пешка · g5 белый король · c4 белая пешка · d4 чёрная пешка · e4 чёрный король · f4 чёрная ладья · g4 чёрная пешка · a3 белая ладья · d3 белый конь · e3 чёрный слон · f3 чёрная ладья · g3 чёрная пешка · e2 белая ладья · g2 белый слон · h1 белый ферзь | b8 белый конь · d7 чёрная пешка · e7 чёрная пешка · e6 белая пешка · b5 белая пешка · c5 белая пешка · e5 белая пешка · f5 чёрная пешка · g5 белый король · c4 белая пешка · d4 чёрная пешка · e4 чёрный король · f4 чёрная ладья · g4 чёрная пешка · a3 белая ладья · d3 белый конь · e3 чёрный слон · f3 чёрная ладья · g3 чёрная пешка · e2 белая ладья · g2 белый слон · h1 белый ферзь | b8 белый конь · d7 чёрная пешка · e7 чёрная пешка · e6 белая пешка · b5 белая пешка · c5 белая пешка · e5 белая пешка · f5 чёрная пешка · g5 белый король · c4 белая пешка · d4 чёрная пешка · e4 чёрный король · f4 чёрная ладья · g4 чёрная пешка · a3 белая ладья · d3 белый конь · e3 чёрный слон · f3 чёрная ладья · g3 чёрная пешка · e2 белая ладья · g2 белый слон · h1 белый ферзь | b8 белый конь · d7 чёрная пешка · e7 чёрная пешка · e6 белая пешка · b5 белая пешка · c5 белая пешка · e5 белая пешка · f5 чёрная пешка · g5 белый король · c4 белая пешка · d4 чёрная пешка · e4 чёрный король · f4 чёрная ладья · g4 чёрная пешка · a3 белая ладья · d3 белый конь · e3 чёрный слон · f3 чёрная ладья · g3 чёрная пешка · e2 белая ладья · g2 белый слон · h1 белый ферзь | b8 белый конь · d7 чёрная пешка · e7 чёрная пешка · e6 белая пешка · b5 белая пешка · c5 белая пешка · e5 белая пешка · f5 чёрная пешка · g5 белый король · c4 белая пешка · d4 чёрная пешка · e4 чёрный король · f4 чёрная ладья · g4 чёрная пешка · a3 белая ладья · d3 белый конь · e3 чёрный слон · f3 чёрная ладья · g3 чёрная пешка · e2 белая ладья · g2 белый слон · h1 белый ферзь | b8 белый конь · d7 чёрная пешка · e7 чёрная пешка · e6 белая пешка · b5 белая пешка · c5 белая пешка · e5 белая пешка · f5 чёрная пешка · g5 белый король · c4 белая пешка · d4 чёрная пешка · e4 чёрный король · f4 чёрная ладья · g4 чёрная пешка · a3 белая ладья · d3 белый конь · e3 чёрный слон · f3 чёрная ладья · g3 чёрная пешка · e2 белая ладья · g2 белый слон · h1 белый ферзь | b8 белый конь · d7 чёрная пешка · e7 чёрная пешка · e6 белая пешка · b5 белая пешка · c5 белая пешка · e5 белая пешка · f5 чёрная пешка · g5 белый король · c4 белая пешка · d4 чёрная пешка · e4 чёрный король · f4 чёрная ладья · g4 чёрная пешка · a3 белая ладья · d3 белый конь · e3 чёрный слон · f3 чёрная ладья · g3 чёрная пешка · e2 белая ладья · g2 белый слон · h1 белый ферзь | 5 |
| 4 | b8 белый конь · d7 чёрная пешка · e7 чёрная пешка · e6 белая пешка · b5 белая пешка · c5 белая пешка · e5 белая пешка · f5 чёрная пешка · g5 белый король · c4 белая пешка · d4 чёрная пешка · e4 чёрный король · f4 чёрная ладья · g4 чёрная пешка · a3 белая ладья · d3 белый конь · e3 чёрный слон · f3 чёрная ладья · g3 чёрная пешка · e2 белая ладья · g2 белый слон · h1 белый ферзь | b8 белый конь · d7 чёрная пешка · e7 чёрная пешка · e6 белая пешка · b5 белая пешка · c5 белая пешка · e5 белая пешка · f5 чёрная пешка · g5 белый король · c4 белая пешка · d4 чёрная пешка · e4 чёрный король · f4 чёрная ладья · g4 чёрная пешка · a3 белая ладья · d3 белый конь · e3 чёрный слон · f3 чёрная ладья · g3 чёрная пешка · e2 белая ладья · g2 белый слон · h1 белый ферзь | b8 белый конь · d7 чёрная пешка · e7 чёрная пешка · e6 белая пешка · b5 белая пешка · c5 белая пешка · e5 белая пешка · f5 чёрная пешка · g5 белый король · c4 белая пешка · d4 чёрная пешка · e4 чёрный король · f4 чёрная ладья · g4 чёрная пешка · a3 белая ладья · d3 белый конь · e3 чёрный слон · f3 чёрная ладья · g3 чёрная пешка · e2 белая ладья · g2 белый слон · h1 белый ферзь | b8 белый конь · d7 чёрная пешка · e7 чёрная пешка · e6 белая пешка · b5 белая пешка · c5 белая пешка · e5 белая пешка · f5 чёрная пешка · g5 белый король · c4 белая пешка · d4 чёрная пешка · e4 чёрный король · f4 чёрная ладья · g4 чёрная пешка · a3 белая ладья · d3 белый конь · e3 чёрный слон · f3 чёрная ладья · g3 чёрная пешка · e2 белая ладья · g2 белый слон · h1 белый ферзь | b8 белый конь · d7 чёрная пешка · e7 чёрная пешка · e6 белая пешка · b5 белая пешка · c5 белая пешка · e5 белая пешка · f5 чёрная пешка · g5 белый король · c4 белая пешка · d4 чёрная пешка · e4 чёрный король · f4 чёрная ладья · g4 чёрная пешка · a3 белая ладья · d3 белый конь · e3 чёрный слон · f3 чёрная ладья · g3 чёрная пешка · e2 белая ладья · g2 белый слон · h1 белый ферзь | b8 белый конь · d7 чёрная пешка · e7 чёрная пешка · e6 белая пешка · b5 белая пешка · c5 белая пешка · e5 белая пешка · f5 чёрная пешка · g5 белый король · c4 белая пешка · d4 чёрная пешка · e4 чёрный король · f4 чёрная ладья · g4 чёрная пешка · a3 белая ладья · d3 белый конь · e3 чёрный слон · f3 чёрная ладья · g3 чёрная пешка · e2 белая ладья · g2 белый слон · h1 белый ферзь | b8 белый конь · d7 чёрная пешка · e7 чёрная пешка · e6 белая пешка · b5 белая пешка · c5 белая пешка · e5 белая пешка · f5 чёрная пешка · g5 белый король · c4 белая пешка · d4 чёрная пешка · e4 чёрный король · f4 чёрная ладья · g4 чёрная пешка · a3 белая ладья · d3 белый конь · e3 чёрный слон · f3 чёрная ладья · g3 чёрная пешка · e2 белая ладья · g2 белый слон · h1 белый ферзь | b8 белый конь · d7 чёрная пешка · e7 чёрная пешка · e6 белая пешка · b5 белая пешка · c5 белая пешка · e5 белая пешка · f5 чёрная пешка · g5 белый король · c4 белая пешка · d4 чёрная пешка · e4 чёрный король · f4 чёрная ладья · g4 чёрная пешка · a3 белая ладья · d3 белый конь · e3 чёрный слон · f3 чёрная ладья · g3 чёрная пешка · e2 белая ладья · g2 белый слон · h1 белый ферзь | 4 |
| 3 | b8 белый конь · d7 чёрная пешка · e7 чёрная пешка · e6 белая пешка · b5 белая пешка · c5 белая пешка · e5 белая пешка · f5 чёрная пешка · g5 белый король · c4 белая пешка · d4 чёрная пешка · e4 чёрный король · f4 чёрная ладья · g4 чёрная пешка · a3 белая ладья · d3 белый конь · e3 чёрный слон · f3 чёрная ладья · g3 чёрная пешка · e2 белая ладья · g2 белый слон · h1 белый ферзь | b8 белый конь · d7 чёрная пешка · e7 чёрная пешка · e6 белая пешка · b5 белая пешка · c5 белая пешка · e5 белая пешка · f5 чёрная пешка · g5 белый король · c4 белая пешка · d4 чёрная пешка · e4 чёрный король · f4 чёрная ладья · g4 чёрная пешка · a3 белая ладья · d3 белый конь · e3 чёрный слон · f3 чёрная ладья · g3 чёрная пешка · e2 белая ладья · g2 белый слон · h1 белый ферзь | b8 белый конь · d7 чёрная пешка · e7 чёрная пешка · e6 белая пешка · b5 белая пешка · c5 белая пешка · e5 белая пешка · f5 чёрная пешка · g5 белый король · c4 белая пешка · d4 чёрная пешка · e4 чёрный король · f4 чёрная ладья · g4 чёрная пешка · a3 белая ладья · d3 белый конь · e3 чёрный слон · f3 чёрная ладья · g3 чёрная пешка · e2 белая ладья · g2 белый слон · h1 белый ферзь | b8 белый конь · d7 чёрная пешка · e7 чёрная пешка · e6 белая пешка · b5 белая пешка · c5 белая пешка · e5 белая пешка · f5 чёрная пешка · g5 белый король · c4 белая пешка · d4 чёрная пешка · e4 чёрный король · f4 чёрная ладья · g4 чёрная пешка · a3 белая ладья · d3 белый конь · e3 чёрный слон · f3 чёрная ладья · g3 чёрная пешка · e2 белая ладья · g2 белый слон · h1 белый ферзь | b8 белый конь · d7 чёрная пешка · e7 чёрная пешка · e6 белая пешка · b5 белая пешка · c5 белая пешка · e5 белая пешка · f5 чёрная пешка · g5 белый король · c4 белая пешка · d4 чёрная пешка · e4 чёрный король · f4 чёрная ладья · g4 чёрная пешка · a3 белая ладья · d3 белый конь · e3 чёрный слон · f3 чёрная ладья · g3 чёрная пешка · e2 белая ладья · g2 белый слон · h1 белый ферзь | b8 белый конь · d7 чёрная пешка · e7 чёрная пешка · e6 белая пешка · b5 белая пешка · c5 белая пешка · e5 белая пешка · f5 чёрная пешка · g5 белый король · c4 белая пешка · d4 чёрная пешка · e4 чёрный король · f4 чёрная ладья · g4 чёрная пешка · a3 белая ладья · d3 белый конь · e3 чёрный слон · f3 чёрная ладья · g3 чёрная пешка · e2 белая ладья · g2 белый слон · h1 белый ферзь | b8 белый конь · d7 чёрная пешка · e7 чёрная пешка · e6 белая пешка · b5 белая пешка · c5 белая пешка · e5 белая пешка · f5 чёрная пешка · g5 белый король · c4 белая пешка · d4 чёрная пешка · e4 чёрный король · f4 чёрная ладья · g4 чёрная пешка · a3 белая ладья · d3 белый конь · e3 чёрный слон · f3 чёрная ладья · g3 чёрная пешка · e2 белая ладья · g2 белый слон · h1 белый ферзь | b8 белый конь · d7 чёрная пешка · e7 чёрная пешка · e6 белая пешка · b5 белая пешка · c5 белая пешка · e5 белая пешка · f5 чёрная пешка · g5 белый король · c4 белая пешка · d4 чёрная пешка · e4 чёрный король · f4 чёрная ладья · g4 чёрная пешка · a3 белая ладья · d3 белый конь · e3 чёрный слон · f3 чёрная ладья · g3 чёрная пешка · e2 белая ладья · g2 белый слон · h1 белый ферзь | 3 |
| 2 | b8 белый конь · d7 чёрная пешка · e7 чёрная пешка · e6 белая пешка · b5 белая пешка · c5 белая пешка · e5 белая пешка · f5 чёрная пешка · g5 белый король · c4 белая пешка · d4 чёрная пешка · e4 чёрный король · f4 чёрная ладья · g4 чёрная пешка · a3 белая ладья · d3 белый конь · e3 чёрный слон · f3 чёрная ладья · g3 чёрная пешка · e2 белая ладья · g2 белый слон · h1 белый ферзь | b8 белый конь · d7 чёрная пешка · e7 чёрная пешка · e6 белая пешка · b5 белая пешка · c5 белая пешка · e5 белая пешка · f5 чёрная пешка · g5 белый король · c4 белая пешка · d4 чёрная пешка · e4 чёрный король · f4 чёрная ладья · g4 чёрная пешка · a3 белая ладья · d3 белый конь · e3 чёрный слон · f3 чёрная ладья · g3 чёрная пешка · e2 белая ладья · g2 белый слон · h1 белый ферзь | b8 белый конь · d7 чёрная пешка · e7 чёрная пешка · e6 белая пешка · b5 белая пешка · c5 белая пешка · e5 белая пешка · f5 чёрная пешка · g5 белый король · c4 белая пешка · d4 чёрная пешка · e4 чёрный король · f4 чёрная ладья · g4 чёрная пешка · a3 белая ладья · d3 белый конь · e3 чёрный слон · f3 чёрная ладья · g3 чёрная пешка · e2 белая ладья · g2 белый слон · h1 белый ферзь | b8 белый конь · d7 чёрная пешка · e7 чёрная пешка · e6 белая пешка · b5 белая пешка · c5 белая пешка · e5 белая пешка · f5 чёрная пешка · g5 белый король · c4 белая пешка · d4 чёрная пешка · e4 чёрный король · f4 чёрная ладья · g4 чёрная пешка · a3 белая ладья · d3 белый конь · e3 чёрный слон · f3 чёрная ладья · g3 чёрная пешка · e2 белая ладья · g2 белый слон · h1 белый ферзь | b8 белый конь · d7 чёрная пешка · e7 чёрная пешка · e6 белая пешка · b5 белая пешка · c5 белая пешка · e5 белая пешка · f5 чёрная пешка · g5 белый король · c4 белая пешка · d4 чёрная пешка · e4 чёрный король · f4 чёрная ладья · g4 чёрная пешка · a3 белая ладья · d3 белый конь · e3 чёрный слон · f3 чёрная ладья · g3 чёрная пешка · e2 белая ладья · g2 белый слон · h1 белый ферзь | b8 белый конь · d7 чёрная пешка · e7 чёрная пешка · e6 белая пешка · b5 белая пешка · c5 белая пешка · e5 белая пешка · f5 чёрная пешка · g5 белый король · c4 белая пешка · d4 чёрная пешка · e4 чёрный король · f4 чёрная ладья · g4 чёрная пешка · a3 белая ладья · d3 белый конь · e3 чёрный слон · f3 чёрная ладья · g3 чёрная пешка · e2 белая ладья · g2 белый слон · h1 белый ферзь | b8 белый конь · d7 чёрная пешка · e7 чёрная пешка · e6 белая пешка · b5 белая пешка · c5 белая пешка · e5 белая пешка · f5 чёрная пешка · g5 белый король · c4 белая пешка · d4 чёрная пешка · e4 чёрный король · f4 чёрная ладья · g4 чёрная пешка · a3 белая ладья · d3 белый конь · e3 чёрный слон · f3 чёрная ладья · g3 чёрная пешка · e2 белая ладья · g2 белый слон · h1 белый ферзь | b8 белый конь · d7 чёрная пешка · e7 чёрная пешка · e6 белая пешка · b5 белая пешка · c5 белая пешка · e5 белая пешка · f5 чёрная пешка · g5 белый король · c4 белая пешка · d4 чёрная пешка · e4 чёрный король · f4 чёрная ладья · g4 чёрная пешка · a3 белая ладья · d3 белый конь · e3 чёрный слон · f3 чёрная ладья · g3 чёрная пешка · e2 белая ладья · g2 белый слон · h1 белый ферзь | 2 |
| 1 | b8 белый конь · d7 чёрная пешка · e7 чёрная пешка · e6 белая пешка · b5 белая пешка · c5 белая пешка · e5 белая пешка · f5 чёрная пешка · g5 белый король · c4 белая пешка · d4 чёрная пешка · e4 чёрный король · f4 чёрная ладья · g4 чёрная пешка · a3 белая ладья · d3 белый конь · e3 чёрный слон · f3 чёрная ладья · g3 чёрная пешка · e2 белая ладья · g2 белый слон · h1 белый ферзь | b8 белый конь · d7 чёрная пешка · e7 чёрная пешка · e6 белая пешка · b5 белая пешка · c5 белая пешка · e5 белая пешка · f5 чёрная пешка · g5 белый король · c4 белая пешка · d4 чёрная пешка · e4 чёрный король · f4 чёрная ладья · g4 чёрная пешка · a3 белая ладья · d3 белый конь · e3 чёрный слон · f3 чёрная ладья · g3 чёрная пешка · e2 белая ладья · g2 белый слон · h1 белый ферзь | b8 белый конь · d7 чёрная пешка · e7 чёрная пешка · e6 белая пешка · b5 белая пешка · c5 белая пешка · e5 белая пешка · f5 чёрная пешка · g5 белый король · c4 белая пешка · d4 чёрная пешка · e4 чёрный король · f4 чёрная ладья · g4 чёрная пешка · a3 белая ладья · d3 белый конь · e3 чёрный слон · f3 чёрная ладья · g3 чёрная пешка · e2 белая ладья · g2 белый слон · h1 белый ферзь | b8 белый конь · d7 чёрная пешка · e7 чёрная пешка · e6 белая пешка · b5 белая пешка · c5 белая пешка · e5 белая пешка · f5 чёрная пешка · g5 белый король · c4 белая пешка · d4 чёрная пешка · e4 чёрный король · f4 чёрная ладья · g4 чёрная пешка · a3 белая ладья · d3 белый конь · e3 чёрный слон · f3 чёрная ладья · g3 чёрная пешка · e2 белая ладья · g2 белый слон · h1 белый ферзь | b8 белый конь · d7 чёрная пешка · e7 чёрная пешка · e6 белая пешка · b5 белая пешка · c5 белая пешка · e5 белая пешка · f5 чёрная пешка · g5 белый король · c4 белая пешка · d4 чёрная пешка · e4 чёрный король · f4 чёрная ладья · g4 чёрная пешка · a3 белая ладья · d3 белый конь · e3 чёрный слон · f3 чёрная ладья · g3 чёрная пешка · e2 белая ладья · g2 белый слон · h1 белый ферзь | b8 белый конь · d7 чёрная пешка · e7 чёрная пешка · e6 белая пешка · b5 белая пешка · c5 белая пешка · e5 белая пешка · f5 чёрная пешка · g5 белый король · c4 белая пешка · d4 чёрная пешка · e4 чёрный король · f4 чёрная ладья · g4 чёрная пешка · a3 белая ладья · d3 белый конь · e3 чёрный слон · f3 чёрная ладья · g3 чёрная пешка · e2 белая ладья · g2 белый слон · h1 белый ферзь | b8 белый конь · d7 чёрная пешка · e7 чёрная пешка · e6 белая пешка · b5 белая пешка · c5 белая пешка · e5 белая пешка · f5 чёрная пешка · g5 белый король · c4 белая пешка · d4 чёрная пешка · e4 чёрный король · f4 чёрная ладья · g4 чёрная пешка · a3 белая ладья · d3 белый конь · e3 чёрный слон · f3 чёрная ладья · g3 чёрная пешка · e2 белая ладья · g2 белый слон · h1 белый ферзь | b8 белый конь · d7 чёрная пешка · e7 чёрная пешка · e6 белая пешка · b5 белая пешка · c5 белая пешка · e5 белая пешка · f5 чёрная пешка · g5 белый король · c4 белая пешка · d4 чёрная пешка · e4 чёрный король · f4 чёрная ладья · g4 чёрная пешка · a3 белая ладья · d3 белый конь · e3 чёрный слон · f3 чёрная ладья · g3 чёрная пешка · e2 белая ладья · g2 белый слон · h1 белый ферзь | 1 |
|   | a | b | c | d | e | f | g | h |   |

Ложные следы:

1.Ka6? d6 2.c6! d5 3.Kac5#

1...d5 2.Фh8! d:c4 3.Фa8#, но 1...d:e6!
1.Фe1? d6 2.Ф:g3! ~ 3.Ф:f4#, 2...d:e5 3.Kf2#

1...d5 2.Фa5! d:c4 3.Фa8#, но 1...d:e6! 
Решение:

1.Kc6! цугцванг

1...d6 2.Фb1! ~ 3.Kf2#

1...d5 2.Фa1! ~ 3.Ф:d4#

1...d:c6 2.Фh8! c:b5 3.Фa8#

1...d:e6 2.Фh2! g:h2 3.Kf2#
Перемена игры после 1...d6 и 1...d5. В решении дуэль пешки и ферзя с темой пикенинни (четырёхкратной игрой чёрной пешки).
|   | a | b | c | d | e | f | g | h |   |
| - | --- | --- | --- | --- | --- | --- | --- | --- | - |
| 8 | e6 белый слон · h6 белый слон · b5 белый король · c5 чёрная пешка · f5 белая пешка · g5 чёрный ферзь · b4 белая пешка · c4 чёрная пешка · f4 чёрная пешка · g4 чёрная пешка · d3 чёрная ладья · f3 белая ладья · g3 чёрная пешка · h3 чёрный конь · b2 белая ладья · d2 белая пешка · b1 белый ферзь · c1 белый конь · d1 чёрный король · h1 чёрная ладья | e6 белый слон · h6 белый слон · b5 белый король · c5 чёрная пешка · f5 белая пешка · g5 чёрный ферзь · b4 белая пешка · c4 чёрная пешка · f4 чёрная пешка · g4 чёрная пешка · d3 чёрная ладья · f3 белая ладья · g3 чёрная пешка · h3 чёрный конь · b2 белая ладья · d2 белая пешка · b1 белый ферзь · c1 белый конь · d1 чёрный король · h1 чёрная ладья | e6 белый слон · h6 белый слон · b5 белый король · c5 чёрная пешка · f5 белая пешка · g5 чёрный ферзь · b4 белая пешка · c4 чёрная пешка · f4 чёрная пешка · g4 чёрная пешка · d3 чёрная ладья · f3 белая ладья · g3 чёрная пешка · h3 чёрный конь · b2 белая ладья · d2 белая пешка · b1 белый ферзь · c1 белый конь · d1 чёрный король · h1 чёрная ладья | e6 белый слон · h6 белый слон · b5 белый король · c5 чёрная пешка · f5 белая пешка · g5 чёрный ферзь · b4 белая пешка · c4 чёрная пешка · f4 чёрная пешка · g4 чёрная пешка · d3 чёрная ладья · f3 белая ладья · g3 чёрная пешка · h3 чёрный конь · b2 белая ладья · d2 белая пешка · b1 белый ферзь · c1 белый конь · d1 чёрный король · h1 чёрная ладья | e6 белый слон · h6 белый слон · b5 белый король · c5 чёрная пешка · f5 белая пешка · g5 чёрный ферзь · b4 белая пешка · c4 чёрная пешка · f4 чёрная пешка · g4 чёрная пешка · d3 чёрная ладья · f3 белая ладья · g3 чёрная пешка · h3 чёрный конь · b2 белая ладья · d2 белая пешка · b1 белый ферзь · c1 белый конь · d1 чёрный король · h1 чёрная ладья | e6 белый слон · h6 белый слон · b5 белый король · c5 чёрная пешка · f5 белая пешка · g5 чёрный ферзь · b4 белая пешка · c4 чёрная пешка · f4 чёрная пешка · g4 чёрная пешка · d3 чёрная ладья · f3 белая ладья · g3 чёрная пешка · h3 чёрный конь · b2 белая ладья · d2 белая пешка · b1 белый ферзь · c1 белый конь · d1 чёрный король · h1 чёрная ладья | e6 белый слон · h6 белый слон · b5 белый король · c5 чёрная пешка · f5 белая пешка · g5 чёрный ферзь · b4 белая пешка · c4 чёрная пешка · f4 чёрная пешка · g4 чёрная пешка · d3 чёрная ладья · f3 белая ладья · g3 чёрная пешка · h3 чёрный конь · b2 белая ладья · d2 белая пешка · b1 белый ферзь · c1 белый конь · d1 чёрный король · h1 чёрная ладья | e6 белый слон · h6 белый слон · b5 белый король · c5 чёрная пешка · f5 белая пешка · g5 чёрный ферзь · b4 белая пешка · c4 чёрная пешка · f4 чёрная пешка · g4 чёрная пешка · d3 чёрная ладья · f3 белая ладья · g3 чёрная пешка · h3 чёрный конь · b2 белая ладья · d2 белая пешка · b1 белый ферзь · c1 белый конь · d1 чёрный король · h1 чёрная ладья | 8 |
| 7 | e6 белый слон · h6 белый слон · b5 белый король · c5 чёрная пешка · f5 белая пешка · g5 чёрный ферзь · b4 белая пешка · c4 чёрная пешка · f4 чёрная пешка · g4 чёрная пешка · d3 чёрная ладья · f3 белая ладья · g3 чёрная пешка · h3 чёрный конь · b2 белая ладья · d2 белая пешка · b1 белый ферзь · c1 белый конь · d1 чёрный король · h1 чёрная ладья | e6 белый слон · h6 белый слон · b5 белый король · c5 чёрная пешка · f5 белая пешка · g5 чёрный ферзь · b4 белая пешка · c4 чёрная пешка · f4 чёрная пешка · g4 чёрная пешка · d3 чёрная ладья · f3 белая ладья · g3 чёрная пешка · h3 чёрный конь · b2 белая ладья · d2 белая пешка · b1 белый ферзь · c1 белый конь · d1 чёрный король · h1 чёрная ладья | e6 белый слон · h6 белый слон · b5 белый король · c5 чёрная пешка · f5 белая пешка · g5 чёрный ферзь · b4 белая пешка · c4 чёрная пешка · f4 чёрная пешка · g4 чёрная пешка · d3 чёрная ладья · f3 белая ладья · g3 чёрная пешка · h3 чёрный конь · b2 белая ладья · d2 белая пешка · b1 белый ферзь · c1 белый конь · d1 чёрный король · h1 чёрная ладья | e6 белый слон · h6 белый слон · b5 белый король · c5 чёрная пешка · f5 белая пешка · g5 чёрный ферзь · b4 белая пешка · c4 чёрная пешка · f4 чёрная пешка · g4 чёрная пешка · d3 чёрная ладья · f3 белая ладья · g3 чёрная пешка · h3 чёрный конь · b2 белая ладья · d2 белая пешка · b1 белый ферзь · c1 белый конь · d1 чёрный король · h1 чёрная ладья | e6 белый слон · h6 белый слон · b5 белый король · c5 чёрная пешка · f5 белая пешка · g5 чёрный ферзь · b4 белая пешка · c4 чёрная пешка · f4 чёрная пешка · g4 чёрная пешка · d3 чёрная ладья · f3 белая ладья · g3 чёрная пешка · h3 чёрный конь · b2 белая ладья · d2 белая пешка · b1 белый ферзь · c1 белый конь · d1 чёрный король · h1 чёрная ладья | e6 белый слон · h6 белый слон · b5 белый король · c5 чёрная пешка · f5 белая пешка · g5 чёрный ферзь · b4 белая пешка · c4 чёрная пешка · f4 чёрная пешка · g4 чёрная пешка · d3 чёрная ладья · f3 белая ладья · g3 чёрная пешка · h3 чёрный конь · b2 белая ладья · d2 белая пешка · b1 белый ферзь · c1 белый конь · d1 чёрный король · h1 чёрная ладья | e6 белый слон · h6 белый слон · b5 белый король · c5 чёрная пешка · f5 белая пешка · g5 чёрный ферзь · b4 белая пешка · c4 чёрная пешка · f4 чёрная пешка · g4 чёрная пешка · d3 чёрная ладья · f3 белая ладья · g3 чёрная пешка · h3 чёрный конь · b2 белая ладья · d2 белая пешка · b1 белый ферзь · c1 белый конь · d1 чёрный король · h1 чёрная ладья | e6 белый слон · h6 белый слон · b5 белый король · c5 чёрная пешка · f5 белая пешка · g5 чёрный ферзь · b4 белая пешка · c4 чёрная пешка · f4 чёрная пешка · g4 чёрная пешка · d3 чёрная ладья · f3 белая ладья · g3 чёрная пешка · h3 чёрный конь · b2 белая ладья · d2 белая пешка · b1 белый ферзь · c1 белый конь · d1 чёрный король · h1 чёрная ладья | 7 |
| 6 | e6 белый слон · h6 белый слон · b5 белый король · c5 чёрная пешка · f5 белая пешка · g5 чёрный ферзь · b4 белая пешка · c4 чёрная пешка · f4 чёрная пешка · g4 чёрная пешка · d3 чёрная ладья · f3 белая ладья · g3 чёрная пешка · h3 чёрный конь · b2 белая ладья · d2 белая пешка · b1 белый ферзь · c1 белый конь · d1 чёрный король · h1 чёрная ладья | e6 белый слон · h6 белый слон · b5 белый король · c5 чёрная пешка · f5 белая пешка · g5 чёрный ферзь · b4 белая пешка · c4 чёрная пешка · f4 чёрная пешка · g4 чёрная пешка · d3 чёрная ладья · f3 белая ладья · g3 чёрная пешка · h3 чёрный конь · b2 белая ладья · d2 белая пешка · b1 белый ферзь · c1 белый конь · d1 чёрный король · h1 чёрная ладья | e6 белый слон · h6 белый слон · b5 белый король · c5 чёрная пешка · f5 белая пешка · g5 чёрный ферзь · b4 белая пешка · c4 чёрная пешка · f4 чёрная пешка · g4 чёрная пешка · d3 чёрная ладья · f3 белая ладья · g3 чёрная пешка · h3 чёрный конь · b2 белая ладья · d2 белая пешка · b1 белый ферзь · c1 белый конь · d1 чёрный король · h1 чёрная ладья | e6 белый слон · h6 белый слон · b5 белый король · c5 чёрная пешка · f5 белая пешка · g5 чёрный ферзь · b4 белая пешка · c4 чёрная пешка · f4 чёрная пешка · g4 чёрная пешка · d3 чёрная ладья · f3 белая ладья · g3 чёрная пешка · h3 чёрный конь · b2 белая ладья · d2 белая пешка · b1 белый ферзь · c1 белый конь · d1 чёрный король · h1 чёрная ладья | e6 белый слон · h6 белый слон · b5 белый король · c5 чёрная пешка · f5 белая пешка · g5 чёрный ферзь · b4 белая пешка · c4 чёрная пешка · f4 чёрная пешка · g4 чёрная пешка · d3 чёрная ладья · f3 белая ладья · g3 чёрная пешка · h3 чёрный конь · b2 белая ладья · d2 белая пешка · b1 белый ферзь · c1 белый конь · d1 чёрный король · h1 чёрная ладья | e6 белый слон · h6 белый слон · b5 белый король · c5 чёрная пешка · f5 белая пешка · g5 чёрный ферзь · b4 белая пешка · c4 чёрная пешка · f4 чёрная пешка · g4 чёрная пешка · d3 чёрная ладья · f3 белая ладья · g3 чёрная пешка · h3 чёрный конь · b2 белая ладья · d2 белая пешка · b1 белый ферзь · c1 белый конь · d1 чёрный король · h1 чёрная ладья | e6 белый слон · h6 белый слон · b5 белый король · c5 чёрная пешка · f5 белая пешка · g5 чёрный ферзь · b4 белая пешка · c4 чёрная пешка · f4 чёрная пешка · g4 чёрная пешка · d3 чёрная ладья · f3 белая ладья · g3 чёрная пешка · h3 чёрный конь · b2 белая ладья · d2 белая пешка · b1 белый ферзь · c1 белый конь · d1 чёрный король · h1 чёрная ладья | e6 белый слон · h6 белый слон · b5 белый король · c5 чёрная пешка · f5 белая пешка · g5 чёрный ферзь · b4 белая пешка · c4 чёрная пешка · f4 чёрная пешка · g4 чёрная пешка · d3 чёрная ладья · f3 белая ладья · g3 чёрная пешка · h3 чёрный конь · b2 белая ладья · d2 белая пешка · b1 белый ферзь · c1 белый конь · d1 чёрный король · h1 чёрная ладья | 6 |
| 5 | e6 белый слон · h6 белый слон · b5 белый король · c5 чёрная пешка · f5 белая пешка · g5 чёрный ферзь · b4 белая пешка · c4 чёрная пешка · f4 чёрная пешка · g4 чёрная пешка · d3 чёрная ладья · f3 белая ладья · g3 чёрная пешка · h3 чёрный конь · b2 белая ладья · d2 белая пешка · b1 белый ферзь · c1 белый конь · d1 чёрный король · h1 чёрная ладья | e6 белый слон · h6 белый слон · b5 белый король · c5 чёрная пешка · f5 белая пешка · g5 чёрный ферзь · b4 белая пешка · c4 чёрная пешка · f4 чёрная пешка · g4 чёрная пешка · d3 чёрная ладья · f3 белая ладья · g3 чёрная пешка · h3 чёрный конь · b2 белая ладья · d2 белая пешка · b1 белый ферзь · c1 белый конь · d1 чёрный король · h1 чёрная ладья | e6 белый слон · h6 белый слон · b5 белый король · c5 чёрная пешка · f5 белая пешка · g5 чёрный ферзь · b4 белая пешка · c4 чёрная пешка · f4 чёрная пешка · g4 чёрная пешка · d3 чёрная ладья · f3 белая ладья · g3 чёрная пешка · h3 чёрный конь · b2 белая ладья · d2 белая пешка · b1 белый ферзь · c1 белый конь · d1 чёрный король · h1 чёрная ладья | e6 белый слон · h6 белый слон · b5 белый король · c5 чёрная пешка · f5 белая пешка · g5 чёрный ферзь · b4 белая пешка · c4 чёрная пешка · f4 чёрная пешка · g4 чёрная пешка · d3 чёрная ладья · f3 белая ладья · g3 чёрная пешка · h3 чёрный конь · b2 белая ладья · d2 белая пешка · b1 белый ферзь · c1 белый конь · d1 чёрный король · h1 чёрная ладья | e6 белый слон · h6 белый слон · b5 белый король · c5 чёрная пешка · f5 белая пешка · g5 чёрный ферзь · b4 белая пешка · c4 чёрная пешка · f4 чёрная пешка · g4 чёрная пешка · d3 чёрная ладья · f3 белая ладья · g3 чёрная пешка · h3 чёрный конь · b2 белая ладья · d2 белая пешка · b1 белый ферзь · c1 белый конь · d1 чёрный король · h1 чёрная ладья | e6 белый слон · h6 белый слон · b5 белый король · c5 чёрная пешка · f5 белая пешка · g5 чёрный ферзь · b4 белая пешка · c4 чёрная пешка · f4 чёрная пешка · g4 чёрная пешка · d3 чёрная ладья · f3 белая ладья · g3 чёрная пешка · h3 чёрный конь · b2 белая ладья · d2 белая пешка · b1 белый ферзь · c1 белый конь · d1 чёрный король · h1 чёрная ладья | e6 белый слон · h6 белый слон · b5 белый король · c5 чёрная пешка · f5 белая пешка · g5 чёрный ферзь · b4 белая пешка · c4 чёрная пешка · f4 чёрная пешка · g4 чёрная пешка · d3 чёрная ладья · f3 белая ладья · g3 чёрная пешка · h3 чёрный конь · b2 белая ладья · d2 белая пешка · b1 белый ферзь · c1 белый конь · d1 чёрный король · h1 чёрная ладья | e6 белый слон · h6 белый слон · b5 белый король · c5 чёрная пешка · f5 белая пешка · g5 чёрный ферзь · b4 белая пешка · c4 чёрная пешка · f4 чёрная пешка · g4 чёрная пешка · d3 чёрная ладья · f3 белая ладья · g3 чёрная пешка · h3 чёрный конь · b2 белая ладья · d2 белая пешка · b1 белый ферзь · c1 белый конь · d1 чёрный король · h1 чёрная ладья | 5 |
| 4 | e6 белый слон · h6 белый слон · b5 белый король · c5 чёрная пешка · f5 белая пешка · g5 чёрный ферзь · b4 белая пешка · c4 чёрная пешка · f4 чёрная пешка · g4 чёрная пешка · d3 чёрная ладья · f3 белая ладья · g3 чёрная пешка · h3 чёрный конь · b2 белая ладья · d2 белая пешка · b1 белый ферзь · c1 белый конь · d1 чёрный король · h1 чёрная ладья | e6 белый слон · h6 белый слон · b5 белый король · c5 чёрная пешка · f5 белая пешка · g5 чёрный ферзь · b4 белая пешка · c4 чёрная пешка · f4 чёрная пешка · g4 чёрная пешка · d3 чёрная ладья · f3 белая ладья · g3 чёрная пешка · h3 чёрный конь · b2 белая ладья · d2 белая пешка · b1 белый ферзь · c1 белый конь · d1 чёрный король · h1 чёрная ладья | e6 белый слон · h6 белый слон · b5 белый король · c5 чёрная пешка · f5 белая пешка · g5 чёрный ферзь · b4 белая пешка · c4 чёрная пешка · f4 чёрная пешка · g4 чёрная пешка · d3 чёрная ладья · f3 белая ладья · g3 чёрная пешка · h3 чёрный конь · b2 белая ладья · d2 белая пешка · b1 белый ферзь · c1 белый конь · d1 чёрный король · h1 чёрная ладья | e6 белый слон · h6 белый слон · b5 белый король · c5 чёрная пешка · f5 белая пешка · g5 чёрный ферзь · b4 белая пешка · c4 чёрная пешка · f4 чёрная пешка · g4 чёрная пешка · d3 чёрная ладья · f3 белая ладья · g3 чёрная пешка · h3 чёрный конь · b2 белая ладья · d2 белая пешка · b1 белый ферзь · c1 белый конь · d1 чёрный король · h1 чёрная ладья | e6 белый слон · h6 белый слон · b5 белый король · c5 чёрная пешка · f5 белая пешка · g5 чёрный ферзь · b4 белая пешка · c4 чёрная пешка · f4 чёрная пешка · g4 чёрная пешка · d3 чёрная ладья · f3 белая ладья · g3 чёрная пешка · h3 чёрный конь · b2 белая ладья · d2 белая пешка · b1 белый ферзь · c1 белый конь · d1 чёрный король · h1 чёрная ладья | e6 белый слон · h6 белый слон · b5 белый король · c5 чёрная пешка · f5 белая пешка · g5 чёрный ферзь · b4 белая пешка · c4 чёрная пешка · f4 чёрная пешка · g4 чёрная пешка · d3 чёрная ладья · f3 белая ладья · g3 чёрная пешка · h3 чёрный конь · b2 белая ладья · d2 белая пешка · b1 белый ферзь · c1 белый конь · d1 чёрный король · h1 чёрная ладья | e6 белый слон · h6 белый слон · b5 белый король · c5 чёрная пешка · f5 белая пешка · g5 чёрный ферзь · b4 белая пешка · c4 чёрная пешка · f4 чёрная пешка · g4 чёрная пешка · d3 чёрная ладья · f3 белая ладья · g3 чёрная пешка · h3 чёрный конь · b2 белая ладья · d2 белая пешка · b1 белый ферзь · c1 белый конь · d1 чёрный король · h1 чёрная ладья | e6 белый слон · h6 белый слон · b5 белый король · c5 чёрная пешка · f5 белая пешка · g5 чёрный ферзь · b4 белая пешка · c4 чёрная пешка · f4 чёрная пешка · g4 чёрная пешка · d3 чёрная ладья · f3 белая ладья · g3 чёрная пешка · h3 чёрный конь · b2 белая ладья · d2 белая пешка · b1 белый ферзь · c1 белый конь · d1 чёрный король · h1 чёрная ладья | 4 |
| 3 | e6 белый слон · h6 белый слон · b5 белый король · c5 чёрная пешка · f5 белая пешка · g5 чёрный ферзь · b4 белая пешка · c4 чёрная пешка · f4 чёрная пешка · g4 чёрная пешка · d3 чёрная ладья · f3 белая ладья · g3 чёрная пешка · h3 чёрный конь · b2 белая ладья · d2 белая пешка · b1 белый ферзь · c1 белый конь · d1 чёрный король · h1 чёрная ладья | e6 белый слон · h6 белый слон · b5 белый король · c5 чёрная пешка · f5 белая пешка · g5 чёрный ферзь · b4 белая пешка · c4 чёрная пешка · f4 чёрная пешка · g4 чёрная пешка · d3 чёрная ладья · f3 белая ладья · g3 чёрная пешка · h3 чёрный конь · b2 белая ладья · d2 белая пешка · b1 белый ферзь · c1 белый конь · d1 чёрный король · h1 чёрная ладья | e6 белый слон · h6 белый слон · b5 белый король · c5 чёрная пешка · f5 белая пешка · g5 чёрный ферзь · b4 белая пешка · c4 чёрная пешка · f4 чёрная пешка · g4 чёрная пешка · d3 чёрная ладья · f3 белая ладья · g3 чёрная пешка · h3 чёрный конь · b2 белая ладья · d2 белая пешка · b1 белый ферзь · c1 белый конь · d1 чёрный король · h1 чёрная ладья | e6 белый слон · h6 белый слон · b5 белый король · c5 чёрная пешка · f5 белая пешка · g5 чёрный ферзь · b4 белая пешка · c4 чёрная пешка · f4 чёрная пешка · g4 чёрная пешка · d3 чёрная ладья · f3 белая ладья · g3 чёрная пешка · h3 чёрный конь · b2 белая ладья · d2 белая пешка · b1 белый ферзь · c1 белый конь · d1 чёрный король · h1 чёрная ладья | e6 белый слон · h6 белый слон · b5 белый король · c5 чёрная пешка · f5 белая пешка · g5 чёрный ферзь · b4 белая пешка · c4 чёрная пешка · f4 чёрная пешка · g4 чёрная пешка · d3 чёрная ладья · f3 белая ладья · g3 чёрная пешка · h3 чёрный конь · b2 белая ладья · d2 белая пешка · b1 белый ферзь · c1 белый конь · d1 чёрный король · h1 чёрная ладья | e6 белый слон · h6 белый слон · b5 белый король · c5 чёрная пешка · f5 белая пешка · g5 чёрный ферзь · b4 белая пешка · c4 чёрная пешка · f4 чёрная пешка · g4 чёрная пешка · d3 чёрная ладья · f3 белая ладья · g3 чёрная пешка · h3 чёрный конь · b2 белая ладья · d2 белая пешка · b1 белый ферзь · c1 белый конь · d1 чёрный король · h1 чёрная ладья | e6 белый слон · h6 белый слон · b5 белый король · c5 чёрная пешка · f5 белая пешка · g5 чёрный ферзь · b4 белая пешка · c4 чёрная пешка · f4 чёрная пешка · g4 чёрная пешка · d3 чёрная ладья · f3 белая ладья · g3 чёрная пешка · h3 чёрный конь · b2 белая ладья · d2 белая пешка · b1 белый ферзь · c1 белый конь · d1 чёрный король · h1 чёрная ладья | e6 белый слон · h6 белый слон · b5 белый король · c5 чёрная пешка · f5 белая пешка · g5 чёрный ферзь · b4 белая пешка · c4 чёрная пешка · f4 чёрная пешка · g4 чёрная пешка · d3 чёрная ладья · f3 белая ладья · g3 чёрная пешка · h3 чёрный конь · b2 белая ладья · d2 белая пешка · b1 белый ферзь · c1 белый конь · d1 чёрный король · h1 чёрная ладья | 3 |
| 2 | e6 белый слон · h6 белый слон · b5 белый король · c5 чёрная пешка · f5 белая пешка · g5 чёрный ферзь · b4 белая пешка · c4 чёрная пешка · f4 чёрная пешка · g4 чёрная пешка · d3 чёрная ладья · f3 белая ладья · g3 чёрная пешка · h3 чёрный конь · b2 белая ладья · d2 белая пешка · b1 белый ферзь · c1 белый конь · d1 чёрный король · h1 чёрная ладья | e6 белый слон · h6 белый слон · b5 белый король · c5 чёрная пешка · f5 белая пешка · g5 чёрный ферзь · b4 белая пешка · c4 чёрная пешка · f4 чёрная пешка · g4 чёрная пешка · d3 чёрная ладья · f3 белая ладья · g3 чёрная пешка · h3 чёрный конь · b2 белая ладья · d2 белая пешка · b1 белый ферзь · c1 белый конь · d1 чёрный король · h1 чёрная ладья | e6 белый слон · h6 белый слон · b5 белый король · c5 чёрная пешка · f5 белая пешка · g5 чёрный ферзь · b4 белая пешка · c4 чёрная пешка · f4 чёрная пешка · g4 чёрная пешка · d3 чёрная ладья · f3 белая ладья · g3 чёрная пешка · h3 чёрный конь · b2 белая ладья · d2 белая пешка · b1 белый ферзь · c1 белый конь · d1 чёрный король · h1 чёрная ладья | e6 белый слон · h6 белый слон · b5 белый король · c5 чёрная пешка · f5 белая пешка · g5 чёрный ферзь · b4 белая пешка · c4 чёрная пешка · f4 чёрная пешка · g4 чёрная пешка · d3 чёрная ладья · f3 белая ладья · g3 чёрная пешка · h3 чёрный конь · b2 белая ладья · d2 белая пешка · b1 белый ферзь · c1 белый конь · d1 чёрный король · h1 чёрная ладья | e6 белый слон · h6 белый слон · b5 белый король · c5 чёрная пешка · f5 белая пешка · g5 чёрный ферзь · b4 белая пешка · c4 чёрная пешка · f4 чёрная пешка · g4 чёрная пешка · d3 чёрная ладья · f3 белая ладья · g3 чёрная пешка · h3 чёрный конь · b2 белая ладья · d2 белая пешка · b1 белый ферзь · c1 белый конь · d1 чёрный король · h1 чёрная ладья | e6 белый слон · h6 белый слон · b5 белый король · c5 чёрная пешка · f5 белая пешка · g5 чёрный ферзь · b4 белая пешка · c4 чёрная пешка · f4 чёрная пешка · g4 чёрная пешка · d3 чёрная ладья · f3 белая ладья · g3 чёрная пешка · h3 чёрный конь · b2 белая ладья · d2 белая пешка · b1 белый ферзь · c1 белый конь · d1 чёрный король · h1 чёрная ладья | e6 белый слон · h6 белый слон · b5 белый король · c5 чёрная пешка · f5 белая пешка · g5 чёрный ферзь · b4 белая пешка · c4 чёрная пешка · f4 чёрная пешка · g4 чёрная пешка · d3 чёрная ладья · f3 белая ладья · g3 чёрная пешка · h3 чёрный конь · b2 белая ладья · d2 белая пешка · b1 белый ферзь · c1 белый конь · d1 чёрный король · h1 чёрная ладья | e6 белый слон · h6 белый слон · b5 белый король · c5 чёрная пешка · f5 белая пешка · g5 чёрный ферзь · b4 белая пешка · c4 чёрная пешка · f4 чёрная пешка · g4 чёрная пешка · d3 чёрная ладья · f3 белая ладья · g3 чёрная пешка · h3 чёрный конь · b2 белая ладья · d2 белая пешка · b1 белый ферзь · c1 белый конь · d1 чёрный король · h1 чёрная ладья | 2 |
| 1 | e6 белый слон · h6 белый слон · b5 белый король · c5 чёрная пешка · f5 белая пешка · g5 чёрный ферзь · b4 белая пешка · c4 чёрная пешка · f4 чёрная пешка · g4 чёрная пешка · d3 чёрная ладья · f3 белая ладья · g3 чёрная пешка · h3 чёрный конь · b2 белая ладья · d2 белая пешка · b1 белый ферзь · c1 белый конь · d1 чёрный король · h1 чёрная ладья | e6 белый слон · h6 белый слон · b5 белый король · c5 чёрная пешка · f5 белая пешка · g5 чёрный ферзь · b4 белая пешка · c4 чёрная пешка · f4 чёрная пешка · g4 чёрная пешка · d3 чёрная ладья · f3 белая ладья · g3 чёрная пешка · h3 чёрный конь · b2 белая ладья · d2 белая пешка · b1 белый ферзь · c1 белый конь · d1 чёрный король · h1 чёрная ладья | e6 белый слон · h6 белый слон · b5 белый король · c5 чёрная пешка · f5 белая пешка · g5 чёрный ферзь · b4 белая пешка · c4 чёрная пешка · f4 чёрная пешка · g4 чёрная пешка · d3 чёрная ладья · f3 белая ладья · g3 чёрная пешка · h3 чёрный конь · b2 белая ладья · d2 белая пешка · b1 белый ферзь · c1 белый конь · d1 чёрный король · h1 чёрная ладья | e6 белый слон · h6 белый слон · b5 белый король · c5 чёрная пешка · f5 белая пешка · g5 чёрный ферзь · b4 белая пешка · c4 чёрная пешка · f4 чёрная пешка · g4 чёрная пешка · d3 чёрная ладья · f3 белая ладья · g3 чёрная пешка · h3 чёрный конь · b2 белая ладья · d2 белая пешка · b1 белый ферзь · c1 белый конь · d1 чёрный король · h1 чёрная ладья | e6 белый слон · h6 белый слон · b5 белый король · c5 чёрная пешка · f5 белая пешка · g5 чёрный ферзь · b4 белая пешка · c4 чёрная пешка · f4 чёрная пешка · g4 чёрная пешка · d3 чёрная ладья · f3 белая ладья · g3 чёрная пешка · h3 чёрный конь · b2 белая ладья · d2 белая пешка · b1 белый ферзь · c1 белый конь · d1 чёрный король · h1 чёрная ладья | e6 белый слон · h6 белый слон · b5 белый король · c5 чёрная пешка · f5 белая пешка · g5 чёрный ферзь · b4 белая пешка · c4 чёрная пешка · f4 чёрная пешка · g4 чёрная пешка · d3 чёрная ладья · f3 белая ладья · g3 чёрная пешка · h3 чёрный конь · b2 белая ладья · d2 белая пешка · b1 белый ферзь · c1 белый конь · d1 чёрный король · h1 чёрная ладья | e6 белый слон · h6 белый слон · b5 белый король · c5 чёрная пешка · f5 белая пешка · g5 чёрный ферзь · b4 белая пешка · c4 чёрная пешка · f4 чёрная пешка · g4 чёрная пешка · d3 чёрная ладья · f3 белая ладья · g3 чёрная пешка · h3 чёрный конь · b2 белая ладья · d2 белая пешка · b1 белый ферзь · c1 белый конь · d1 чёрный король · h1 чёрная ладья | e6 белый слон · h6 белый слон · b5 белый король · c5 чёрная пешка · f5 белая пешка · g5 чёрный ферзь · b4 белая пешка · c4 чёрная пешка · f4 чёрная пешка · g4 чёрная пешка · d3 чёрная ладья · f3 белая ладья · g3 чёрная пешка · h3 чёрный конь · b2 белая ладья · d2 белая пешка · b1 белый ферзь · c1 белый конь · d1 чёрный король · h1 чёрная ладья | 1 |
|   | a | b | c | d | e | f | g | h |   |

Решение:

1.Cd5! угроза 2.Ka2+ Kpe2 3.Kc3+ Л:c3 4.d:c3#
1...Ф:f5 2.K:d3+ Kpe2 3.Лe3+ f:e3 4.d:e3#
1...c:b4 2.Kb3+ Kpe2 3.Kd4+ Л:d4 4.d3#
1...Фf6(g7) 2.K:d3+ Kpe2 3.K:f4+ K:f4 4.d4#
Дополнительная игра:

1...g:f3 2.C:f3+ Л:f3 3.d3 ~ 4.K~#

1...Л:d5 2.Kb3+ Kpe2 3.Фe4+ Kpd1 4.Лb1#
В угрозе и трёх главных вариантах происходит последовательная игра двух белых батарей. Жертвы белых фигур на третьих ходах, матующие ходы представляют тему Альбино (четырёхкратную игру белой пешки). 